# Боццини, Филипп
Фи́липп Боцци́ни (итал. Philipp Bozzini; 25 мая 1773, Майнц, Майнцское курфюршество — 4 апреля 1809, Франкфурт-на-Майне) — доктор медицины, изобретатель «световода» — предшественника эндоскопа.

## Биография
Филипп Боццини был потомком старинного дворянского итальянского рода. Его отец, Николаус Мария Боццини де Бозза, был вынужден бежать в Германию в 1760 году из-за дуэли. В Майнце он основал бизнес и женился на Анне Марии Флорентин де Краватт. Их сын Филипп родился 25 мая 1773 года, учился в школе в Майнце и начал там медицинское образование. Одним из его первых учителей был анатом и хирург Томас Самюэль Зёммеринг. В 1794 году Боццини изучал медицину в Майнцском, с 1796 года — в Йенском университетах. В 1796 году он вернулся в Майнц и получил звание доктора медицины, с сентября работал врачом общей практики. Многие из его путешествий, особенно в Нидерланды и Францию, способствовали его дальнейшему медицинскому обучению. Два года спустя он женился на Маргарете Кек, дочери первого советника Майнца. В браке родилось трое детей. Принимал участие в Войне второй коалиции в качестве военного врача. Коалиционные войны между Наполеоном I и австрийским императором Францем I в Европе с 1799 по 1802 годы изменили его судьбу: чтобы не получать французское гражданство, Боццини переезжает из Майнца во Франкфурт-на-Майне в 1802 году. С 1803 года он работал там врачом, имея небольшую медицинскую практику.
Боццини обладал значительными познаниями в области математики, философии и химии. Он проводил исследования в области воздухоплавания, но эскизы летательного аппарата, который он изобретал, были утеряны. Интерес к эндоскопии был вызван тем, что он практиковал акушерство. В 1808 году Боццини был назначен экстраординарным практиком — одним из четырёх городских врачей Франкфурта, на которых были возложены низкооплачиваемые официальные обязанности по охране здоровья населения. Новая обязанность не только требовала больших усилий (это были времена чумы и других эпидемий), но и была опасной. В 1809 году Боццини заболел брюшным тифом и умер от этой инфекции 4 апреля 1809 года в возрасте 35 лет. Его жена последовала за ним через полгода, троих маленьких детей усыновили друзья.

## История изобретения
Начиная с 1804 года Боццини практически полностью посвятил себя разработке своего инструмента — «световода» (нем. Lichtleiter), примитивного эндоскопа, позволяющего осматривать внутренние органы пациентов. Филипп Боццини на свои скромные средства изготовил прибор. Историки сходятся во мнении, что его инструмент, использующий искусственный свет, различные зеркала и воронки, положил начало большому семейству эндоскопов. Спустя десятилетия, в 1876 году, изобретение Боццини упоминалось как первый ларингоскоп.
Основными компонентами инструмента были свеча из пчелиного воска в качестве источника света и серебряное зеркало для отражения света, в которое доктор смотрел через небольшое отверстие в центре. Начинание Боццини положило начало эре жёстких эндоскопов.
Первоначально Боццини задумал «световод» как инструмент, наиболее подходящий для акушерства. В 1804 году Боццини впервые  продемонстрировал своё изобретение, которое он называл «световодом» — это был предшественник эндоскопа, затем в течение нескольких лет занимался его усовершенствованием. Вскоре он предположил, что прибор может служить для различных диагностических процедур при исследовании мочевыводящих путей, прямой кишки и глотки. Прибор доктора Филиппа Боццини стал основой современной эндоскопии.
Впервые идея светоскопа была представлена публике в 1804 году (официально — 7 февраля 1805 года). Первая научная статья была опубликована в 1806 году в «Журнале практической медицины» Гуфеланда под названием «Светопровод, изобретение для осмотра внутренних органов и болезней с иллюстрацией». В июле 1806 года прибор был испытан в клинических условиях профессором Людвигом Фридрихом фон Фрорипом, который высоко оценил изобретение Боццини. На научной сессии во Франкфурте он был оценён по достоинству: было отмечено, что его применение для осмотра глотки и носовых полостей действительно замечательно. Автор послал в Вену эрцгерцогу Карлу сообщение о своём изобретении, и тот добился от императора покупки одного образца световода, который был направлен на испытания в медико-хирургическую академию и на медицинский факультет университета.
Прибор вызвал противоречивые реакции в научном сообществе. С одной стороны, было много восторгов и похвал, с другой — посыпались критические замечания. Некоторые специалисты сочли его изобретение неосуществимым, бесполезным и даже опасным. В декабре 1806 года, а затем в январе 1807-го инструмент был испытан вначале на трупах, потом исследования проводили на пациентах Венской Медицинской академии. Профессоров Медицинского факультета возмутило самостоятельное апробирование прибора без предварительного согласования. Они составили рапорт императору Францу II, в котором изложили своё мнение: инструмент Боццини для практической медицины бесполезен, так как даёт узкое поле зрения, пациенты испытывают болезненные ощущения и усовершенствование инструмента вряд ли возможно, поэтому он представляет собой не более чем игрушку — «волшебный фонарь в человеческом теле». Несмотря на удачно прошедшие испытания, световод был оценён как «простая игрушка» и надолго забыт. Использование Lichtleiter запретили. Достоверно не установлено, применял ли доктор своё изобретение в дальнейшей практике. Эндоскопические исследования возобновились спустя 20 лет.
Во время Второй мировой войны Bozzini Lichtleiter, хранившийся в музее венской медико-хирургической академии Йозефинум (англ. Josephinume) более 100 лет, пропал в 1945 году во время оккупации Вены союзными войсками. Впоследствии доктор Ирвинг Буш из больницы округа Кук, Чикаго, нашёл инструмент в картонной коробке вместе с другими хирургическими инструментами в подвале старой штаб-квартиры Американского колледжа хирургов в Чикаго. Он принёс его домой, почистил и несколько лет демонстрировал в различных телевизионных программах. В 1971 и 1992 годах Bozzini Lichtleiter был предоставлен во временное пользование коллегам из Американской урологической ассоциации (AUA) — на ежегодных собраниях ассоциации его демонстрировали на нескольких выставках. Просьбу о возврате прибора в Вену Ирвинг Буш категорически отклонил. Световод Боццини был возвращён в Музей эндоскопии Нитце-Лейтер в Вене в мае 2002 года, через шесть лет после смерти Ирвинга Буша. Взамен инженерами Mercedes-Benz по оригинальным чертежам Филиппа Боццини была сделана рабочая копия эндоскопа, а оригинал передан в венский музей. Репродукция хранится в штаб-квартире Американского колледжа хирургов.
Помимо этого, Боццини автор ещё нескольких трудов: об искусственном вскармливании младенцев, о кожном загаре, о репозитории при выпадении пуповины и о конструкции летательного аппарата. Он также собирал материалы для историко-физического описания деревень в районе Франкфурта. В 1809 году Боццини участвовал в борьбе с эпидемией тифа во Франкфурте-на-Майне, вскоре сам заразился и умер.

## Память
С 2002 года оригинал световода Боццини представлен в музее венского Института истории медицины.